# مجزرة بحر البقر
مجزرة بحر البقر هو هجوم شنته القوات الجوية الإسرائيلية في صباح الثامن من أبريل عام 1970 م، حيث قصفت طائرات من طراز فانتوم مدرسة بحر البقر المشتركة في قرية بحر البقر بمركز الحسينية بمحافظة الشرقية في مصر، أدى الهجوم إلى مقتل 30 طفلاً وإصابة 50 آخرين وتدمير مبنى المدرسة تماماً.
نددت مصر بالحادث المروع ووصفته بأنه عمل وحشي يتنافى تماماً مع كل الأعراف والقوانين الإنسانية واتهمت إسرائيل أنها شنت الهجوم عمداً بهدف الضغط عليها لوقف إطلاق النار في حرب الاستنزاف، بينما بررت إسرائيل أنها كانت تستهدف أهدافاً عسكرية فقط، وأن المدرسة كانت منشأة عسكرية مخفية.
أثار الهجوم حالة من الغضب والاستنكار على مستوى الرأي العام العالمي، وبالرغم من أن الموقف الرسمي الدولي كان سلبيًا ولم يتحرك على النحو المطلوب، تسبب تأثير الرأي العام في إجبار الولايات المتحدة ورئيسها نيكسون على تأجيل صفقة إمداد إسرائيل بطائرات حديثة، كما أدى الحادث إلى تخفيف الغارات الإسرائيلية على المواقع المصرية، والذي أعقبه الانتهاء من تدشين حائط الصواريخ المصري في يونيو من نفس العام والذي قام بإسقاط الكثير من الطائرات الإسرائيلية، وانتهت العمليات العسكرية بين الطرفين بعد قبول مبادرة روجرز ووقف حرب الاستنزاف.

## خلفية تاريخية
في عام 1967 عقب احتلال إسرائيل لشبه جزيرة سيناء، نشبت حرب استنزاف بين مصر وإسرائيل في ضفتي قناة السويس؛ حيث شنت مصر هجمات موسعة على المواقع الإسرائيلية سواء بهجمات الصاعقة أو بالقصف المدفعي وبادرت إسرائيل أيضًا بالقصف المماثل علي مدن القناة والقوات المتمركزة فيها، بدأت هذه المعارك في البداية بمعركة رأس العش والهجوم علي ميناء إيلات الإسرائيلي وغيرها، وخلال عامي 1968 و1969 زادت عدد الهجمات المصرية على المواقع الإسرائيلية في سيناء واستطاعت التوغل خلف الخطوط الإسرائيلية محدثة خسائر ضخمة وأشهرها إغارة لسان بور توفيق التي كانت ضربة موجعة من حيث العدد والخسائر في صفوف الجيش الإسرائيلي.

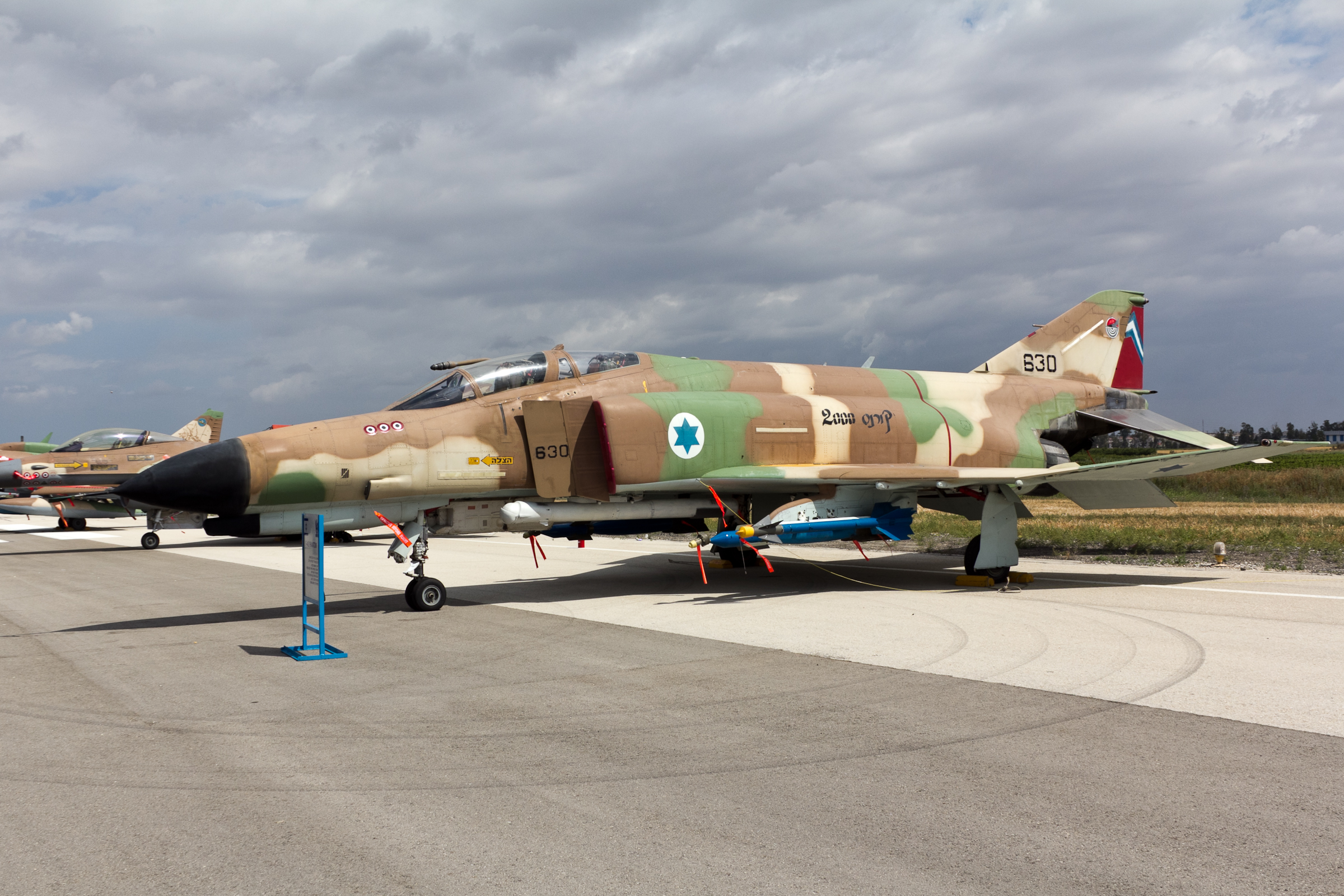
صورة للطائرة F-4 فانتوم الثانية أمريكية الصنع التي استخدمتها إسرائيل في هجماتها الجوية أثناء حرب الاستنزاف

أدت نتائج هذه الإغارات الأليمة إلى تغيير جذري في خطط إسرائيل لمجابهة الاستنزاف المصري، والتصعيد بالاستنزاف المضاد إلى مرحلة أكثر شمولاً بإدخال الطيران الإسرائيلي ذراع إسرائيل الطويلة في المعركة وتنفيذ العملية بوكسر. ويقول زئيف شيف المحلل الإسرائيلي في كتابه عن حرب الاستنزاف. أن عملية لسان بور توفيق هي التي أنهت الجدل داخل أروقة القيادة الإسرائيلية حول حتمية تدخل الطيران في المعركة. ويستطرد: «لقد كان هذا النجاح هو أبرز ما حققه المصريون، ومن الواضح أنه كان سيحفزهم إلى نشاط أكبر، لا مناص عن إيقافهم عنه بسرعة». كما ذكرت صحيفة معاريف نقلاً عن المتحدث العسكري الإسرائيلي: «أمام الضغط الهائل الذي مارسه المصريون في الجبهة، والحياة التي أصبحت لا تطاق على الضفة الشرقية للقناة، أقدمت القيادة الإسرائيلية على استخدام سلاح الطيران، الذي كانت كل الآراء تصر على الاحتفاظ به للمستقبل». وقد مهدت القوات الإسرائيلية لدفع الطيران بمحاولة التخلص من بعض الرادارات المصرية ونقط المراقبة الجوية.
لجأت إسرائيل إلى توسيع الجبهة ومدها إلى مناطق بعيدة للغاية، حتى تضطر القيادة المصرية إلى نشر قواتها على مواجهة ألف كيلومتر، تمثل طول الحدود الشرقية المصرية بالكامل، ومن ثم يتلاشى التفوق المصري على الجبهة. وبالتالي وضع القيادة السياسية في مأزق، عندما يشعر الشعب المصري أن إسرائيل اخترقت أعماقه ودمرت أهدافاً حيوية دون أن تتعرض لها القوات المسلحة المسؤولة أساساً عن تأمين هذا الشعب. وقد اختارت إسرائيل هدفها في نجع حمادي، حيث أغارت على قناطر نجع حمادي ومحطة محولات كهرباء السد العالي في المدينة بالتحديد، قابلها غارة مصرية على نقطة دفاعية قوية جنوب البلاح. وكان الرد الإسرائيلي متوقعاً، حيث أغار يوم 29 أبريل 1969 على محطة محولات نجع حمادي للمرة الثانية، وأسقط عبوات ناسفة زمنية قرب إدفو أصابت بعض المدنيين الأبرياء. وكان الرد المصري مباشراً وسريعاً وفي الليلة التالية مباشرة، بالإغارة على نقطة جنوب البلاح للمرة الثانية ونسفها بالكامل. مما دفع وزير الدفاع الإسرائيلي الجنرال موشى ديان إلى إطلاق تصريحات بالوعيد مهدداً القوات المصرية.
مع زيادة الهجمات المصرية عمدت القوات الإسرائيلية إلى شن هجمات في العمق المصري لتخفيف الضغط وإضعاف الروح المعنوية فيما سميت بـ«عملية بريحا» (بالعبرية: מבצעי פריחה) دون مراعاة سقوط الكثير من الضحايا من صفوف المدنيين، حيث أغارت على محطة محولات نجع حمادي للمرة الثانية، بجانب عدد من الغارات في مناطق الدلتا والمعادى وحلوان ودهشور، وارتكبت في فبراير 1970 مذبحة عندما قصفت مصنع أبو زعبل التي كانت تملكه الشركة الأهلية للصناعات المعدنية، وكان به 1300 عامل مدني، فقُتل منهم 70 وأصيب 69 وعللت إسرائيل وقتها أن «قصف المصنع جاء بالخطأ».

## وصف الحادث

### عن المكان

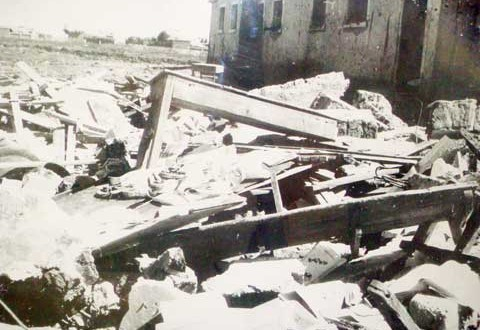
صورة لمدرسة بحر البقر التي هدمت تماما نتيجة القصف الإسرائيلي

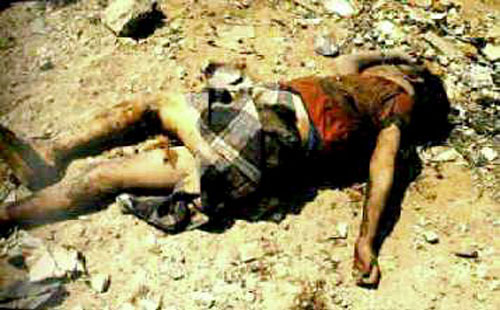
صورة لضحية من تلاميذ المدرسة التي تم قصفها

مدرسة بحر البقر الابتدائية المشتركة التي تقع بقرية بحر البقر وهي قرية ريفية قائمة على الزراعة وتقع بمركز الحسينية، محافظة الشرقية (شمال شرق القاهرة، شرق منطقة الدلتا). تتكون المدرسة من دور واحد وتضم ثلاثة فصول بالإضافة إلى غرفة المدير وعدد تلاميذها مائة وثلاثون طفلاً أعمارهم تتراوح من ستة أعوام إلى اثني عشر عاماً، ومن حسن الحظ أن هذا اليوم كان عدد الحضور 86 تلميذاً فقط.

### تفاصيل الهجوم
في صباح يوم الأربعاء 8 أبريل 1970م الموافق للثاني من صفر عام 1390 هـ حلّقت 5 طائرات إسرائيلية من طراز إف-4 فانتوم الثانية على ارتفاع منخفض، ثم قصفت في تمام الساعة التاسعة وعشرين دقيقة من صباح يوم الأربعاء المدرسة مباشرةً بخمس قنابل (تزن 1000 رطل) وصاروخين، وأدى هذا لتدمير المبنى بالكامل.
انتقلت على الفور سيارات الإطفاء والإسعاف لنقل المصابين وجثث الضحايا، وبعدها أصدرت وزارة الداخلية المصرية بياناً تفصيلياً بالحادث وأعلنت أن عدد الوفيات 29 طفلاً وقتها وبلغ عدد المصابين أكثر من 50 فيهم حالات خطيرة، وأصيب مدرس و 11 شخصاً من العاملين بالمدرسة.
وصرفت الحكومة المصرية بعد الحادث تعويضات لأسر الضحايا بلغت 100 جنيه للشهيد و10 جنيهات للمصاب، وجُمعت بعض متعلقات الأطفال وما تبقى من الملفات، فضلاً عن بقايا لأجزاء من القنابل التي قصفت المدرسة، ووُضعت جميعاً في متحف عبارة عن حجرة أو فصل من إجمالي 17 فصلاً كانت تضمها جدران مدرسة «بحر البقر الابتدائية» وتعلو حجرة المتحف عبارة مكتوبة بخط اليد «متحف شهداء بحر البقر». ثم نُقلت هذه المتعلقات إلى متحف الشرقية القومي بقرية هرية رزنة بالزقازيق الذي افتتح عام 1973.

### نتائج الحادث
1. مقتل ثلاثين طفلاً من تلاميذ المدرسة.
2. إصابة أكثر من خمسين طفلاً بجروح طفيفة وبعضها إصابات بالغة وخطيرة.
3. إصابة مدرّس و 11 عاملا بالمدرسة.
4. تدمير مبنى المدرسة تماماً.[14][18]

## ردود الأفعال

### مصر
في صباح يوم الحادث قطعت الإذاعة المصرية بثها لتذيع هذا البيان العاجل:

"أيها الأخوة المواطنون، جائنا البيان التالي..
أقدم العدو في تمام الساعة التاسعة و20 دقيقة من صباح اليوم على جريمة جديدة تفوق حد التصور، عندما أغار بطائراته الفانتوم الأمريكية على مدرسة بحر البقر الابتدائية المشتركة بمحافظة الشرقية وسقط الأطفال بين سن السادسة والثانية عشر تحت جحيم من النيران" 

خبر الهجوم في اليوم التالي على صحيفة الجمهورية المصرية

نددت مصر بالهجوم رسمياً، ووصفته بأنه هجوم متعمد غير إنساني بهدف إخضاع مصر وإجبارها على وقف الهجمات التي تشنها خلال حرب الإستنزاف والموافقة على مبادرة روجرز لوقف إطلاق النار. وقام حسن الزيات مندوب الجمهورية العربية المتحدة في الأمم المتحدة بإرسال مذكرة رسمية إلى رالف باتش مساعد السكرتير العام للأمم المتحدة لإبلاغه باحتجاج مصر الرسمي ومطالبته باجتماع عاجل للدول الأعضاء. كما قام وزير الخارجية المصري بعقد اجتماع موسع لسفراء الدول الأجنبية في مصر.
على المستوى الشعبي، نددت العديد من الجهات والهيئات والمنظمات بالحادث ووصفته بأنه تجرد من كل معاني الإنسانية، كان واقع الهجوم عنيفاً وأليماً وأشعل حالة من الغضب والاستنكار العارم، فلم يكن أحد يتخيل أنه يمكن استهداف مدرسة أطفال في منطقة ريفية بعيدة تماماً عن أي وحدات عسكرية، خاصة وأنها أتت بعد شهرين من جريمة أخرى عندما قصفت إسرائيل مصنع أبو زعبل والتي خلفت 70 قتيلا من المدنيين.

وقام أطفال مدرسة بحر البقر الذين لم يصابوا في الهجوم بإرسال رسالة إلى بات نيكسون زوجة الرئيس الأمريكي وقتها نيكسون، وسألوها: 

### إسرائيل
بعد وقوع الحادث مباشرة وبالتحديد في الساعة الثالثة من مساء اليوم صرّح المتحدث العسكري من تل أبيب «أنهم يحققون في الأمر»، ثم أعقبه بتصريح آخر بعد ساعة: «أن الطائرات الإسرائيلية لم تضرب سوى أهداف عسكرية في غارتها على الأراضي المصرية»
وعقب الحادث صرّح موشى ديان وزير الدفاع الإسرائيلي وقتها إلى راديو إسرائيل قائلاً: «المدرسة التي ضربتها طائرات الفانتوم كانت هدفاً عسكرياً»، وادعى أن المدرسة كانت قاعدة عسكرية وأن المصريين يضعون الأطفال فيها للتمويه.
وجّه يوسف تكواه، مندوب إسرائيل في الأمم المتحدة رسالة للمنظمة الدولية، كتب فيها: «تلاميذ المدرسة الابتدائية كانوا يرتدون الزي الكاكي اللون، وكانوا يتلقون التدريب العسكري!». وصرح راديو إسرائيل عن الضحايا «أنهم كانوا أعضاء في منظمة تخريبية عسكرية».

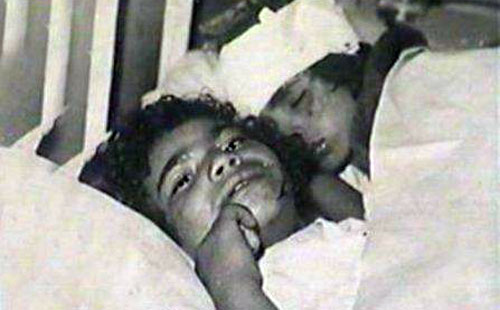
صورة لأحد الأطفال المصابين في المستشفى بعد القصف

انتقدت بعض الجهات والمنظمات في إسرائيل الهجوم ووصفته أنه نقطة سوداء في تاريخ الجيش الإسرائيلي لكونه تسبب في قتل العديد من المدنيين، في حين برر بعض الكتاب الإسرائيليين الحادث بالقول أن الأهداف العسكرية تكون متخفية خلف الأهداف المدنية ويصعب التمييز بينهما.

### على المستوى الدولي
كان تعليق الخارجية الأمريكية على الحادث بأنه «أنباء مفزعة»، مضيفاً أن هذه الحادثة الأليمة تعتبر «عاقبة محزنة يؤسف لها من عواقب» وذلك لعدم الالتزام بقرارات مجلس الأمن الخاصة بوقف إطلاق النار.
وفي الاتحاد السوفيتي أدانت موسكو الحادث، ووصفته بأنه «رد عاجز فعندما أرادت إسرائيل اختيار حق الرد لم تعارك جيشاً بل ذهبت للانتقام من أطفال مدرسة بحر البقر».
ولم يصدر بيان رسمي من الأمم المتحدة عن الحادث واكتفوا بوصف الخارجية الأمريكية بأن «الأمر كله متعلق بانتهاك وقف إطلاق النار».
وفي أوروبا، أعلنت الحكومة البريطانية عن «أسفها الشديد للحادث»، وأعرب الفاتيكان عن حزنه على الأطفال الأبرياء، وشهدت تركيا وقفة احتجاجية من الطلبة أمام القنصلية الإسرائيلية بإسطنبول. وفي يوغوسلافيا نددت جماعات السلام بالحادث وقامت بإرسال برقيات احتجاجية إلى الحكومة الإسرائيلية، بينما لم تعقب وسائل الإعلام في دول أوروبا الغربية على الواقعة واكتفت بنشر التصريحات المصرية والإسرائيلية حول الحادث.
على الصعيد العربي أثارت الأنباء سخطاً واسعاً في وسائل الإعلام، ونددت العديد من الدول العربية بالحادث البشع وأعربت على خالص مواساتها وتعازيها عن الحادث.

## في الثقافة والإعلام

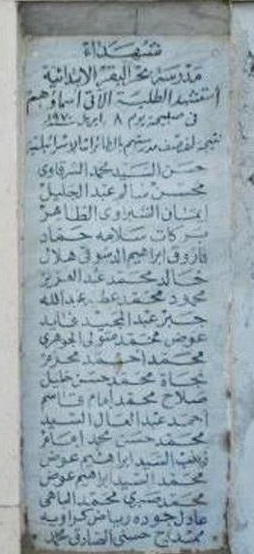
صورة للوحة الرخامية التي تحمل أسماء ضحايا الهجوم في النصب التذكري الذي أقيم في مكان الحادث

تناولت السينما المصرية أفلاماً خالدة عن هذه الحادثة الدموية منها فيلم «العمر لحظة» عام 1978، الذي قامت ببطولته الفنانة ماجدة، وأحمد زكي والتي أذيعت فيه أغنية «بحبك يا بلادي» والتي تحدث عن ضحايا الحادث، من كلمات فؤاد حداد وتلحين بليغ حمدي، والتي أداها كورال من الأطفال.

ومنها أيضا فيلم حكايات الغريب عام 1992 بطولة محمود الجندي ومحمد منير وشريف منير.
ومن أهم القصائد التي عبّرت عن هذه المجزرة:
- قصيدة صلاح جاهين التي غنتها شادية ومنها:

| مجزرة بحر البقر | الدرس انتهى لموا الكراريس بالدم اللى على ورقهم سال.. في قصر الأمم المتحدة مسابقة لرسوم الأطفال.. إيه رأيك في البقع الحمرا يا ضمير العالم يا عزيزي.. دي لطفلة مصرية سمرا كانت من أشطر تلاميذي.. دمها راسم زهرة، راسم راية ثورة، راسم وجه مؤامرة، راسم خلق جبابرة.. راسم نار راسم عار ع الصهيونية والاستعمار.. والدنيا عليهم صابرة وساكتة على فعل الأباليس.. الدرس انتهى لموا الكراريس | مجزرة بحر البقر |

- قصيدة فؤاد حداد، التي لحنها بليغ حمدي وتقول في مطلعها:[36]

## توابع الحادث
بعد مرور 43 عاماً على الحادث وتحديدا في أكتوبر 2013، رفع العديد من ضحايا الحادث دعوى قضائية مطالبة إسرائيل بتعويض أسر شهداء ومصابي المجزرة مادياً ومعنوياً بما لا يقل عن التعويضات التي حصلت عليها إسرائيل عما يسمى بالهولوكست من ألمانيا. وأكدت الدعوى أن جرائم الحرب والجرائم ضد الإنسانية وضد السلام تخضع لقوانين ثابتة، وبموجبها تأسست محكمة جرائم الحرب الدولية، وأن حق الضحايا أيضاً لا يسقط بالتقادم طبقاً للأصول والتعويضات التي استقر عليها المجتمع الدولي، حيث أن إسرائيل حصلت على مليارات الدولارات من ألمانيا مقابل ما أصابها مما تسمى بالجرائم ضد الإنسانية، والمعروفة باسم تعويضات الهولوكوست، وأن ضحايا حادث مدرسة بحر البقر لهم الحق نفسه في الحصول على تعويضات تعادل التعويضات نفسها.